# Mkfs
Mkfs es un comando de Linux que permite formatear un dispositivo de almacenamiento bajo un determinado sistema de archivos. Admite los formatos ext2, ext3, ext4, fat, fat32, ntgs entre otros.